# Simon Danielli

a Compétitions nationales et continentales officielles uniquement.

b Matchs officiels uniquement.
Dernière mise à jour le 24 février 2012.
Simon Charles Jonathan Danielli, né le 8 septembre 1979 à Édimbourg (Écosse), est un ancien joueur de rugby à XV international écossais de 2003 à 2011 évoluant au poste de trois-quarts aile.

## Carrière

### En équipe nationale
Il a obtenu sa première cape internationale le 23 août 2003 à l’occasion d’un match contre l'équipe d'Italie à Édimbourg (Écosse), et sa dernière cape le 23 août 2003 contre l'équipe d'Angleterre à Auckland (Nouvelle-Zélande).
Il participe 6 fois au Tournoi des Six Nations ainsi qu'à 2 reprises à la Coupe du monde, lors des éditions 2003 et 2011.

### En club
Danielli joue en Challenge européen et en Ligue Celtique avec les Border Reivers. Après la dissolution de l'équipe, il rejoint les Irlandais de l'Ulster en 2007 et y reste jusqu'à la fin de sa carrière.
Il annonce la fin de sa carrière en mai 2012 pour raisons médicales, des blessures au dos l'empêchant de retrouver une forme physique requise dans le rugby professionnel.

## Statistiques en équipe nationale
- 32 sélections (27 fois titulaire, 5 fois remplaçant)
- 40 points (8 essais)
- Sélections par année : 6 en 2003, 5 en 2004, 2 en 2005, 3 en 2008, 6 en 2009, 4 2010, 6 en 2011,
- Tournois des Six Nations disputés : 2004, 2005, 2008, 2009, 2010, 2011

En Coupe du monde : 
- 2003 : 4 sélections (Japon, États-Unis, Fidji, Australie)
- 2011 : 2 sélections (Roumanie, Angleterre)